# Anatomia animal
L'anatomia animal (del grec antic ἀνατομή (anatomḗ) 'dissecció') és la branca de la biologia i veterinària que estudia la morfologia i estructura dels animals des d'un punt de vista interpretatiu.

## Descripció
Consisteix en l'observació i valoració de totes les estructures que integren l'organisme i les seves parts, per tal d'entendre'n el funcionament i la relació, i poder així, ja en la branca de l'anatomia clínica, fer-ne diagnòstics. L'anatomia és una branca de les ciències naturals que s'ocupa de l'organització estructural dels éssers vius. Està intrínsecament lligada a la biologia del desenvolupament, l'embriologia, l'anatomia comparada, la biologia evolutiva i la filogènia, ja que aquests són els processos pels quals es genera l'anatomia, tant en escales de temps immediates com a llarg termini. L'anatomia i la fisiologia animal, que estudien l'estructura i la funció dels organismes i les seves parts respectivament, formen un parell de disciplines relacionades, i sovint s'estudien conjuntament.
L'anatomia és un camp complex i dinàmic que està en constant evolució a mesura que es fan descobriments. En els darrers anys, s'ha produït un augment significatiu de l'ús de tècniques diagnosi per la imatge avançades, com la ressonància magnètica i la tomografia computada, que permeten visualitzacions més detallades i precises de les estructures del cos.
La disciplina de l'anatomia es divideix en parts macroscòpiques i microscòpiques. L'anatomia macroscòpica, o anatomia macroscòpica, és l'examen de les parts del cos d'un animal utilitzant la vista sense ajuda. L'anatomia macroscòpica també inclou la branca de l'anatomia superficial. L'anatomia microscòpica implica l'ús d'instruments òptics en l'estudi dels teixits de diverses estructures, conegudes com a histologia, i també en l'estudi de les cèl·lules.
La història de l'anatomia es caracteritza per una comprensió progressiva de les funcions dels òrgans i estructures del cos humà i animal. Els mètodes també han millorat dràsticament, avançant des de l'examen d'animals per dissecció de cadàvers fins a les tècniques d'imatge mèdica del segle xx, com ara la radiografia, l'ecografia i la ressonància magnètica.